# Уст
Уст (фр. Oust) — коммуна во Франции, находится в регионе Юг — Пиренеи. Департамент коммуны — Арьеж. Административный центр кантона Уст. Округ коммуны — Сен-Жирон.
Код INSEE коммуны — 09223.

## Население
Население коммуны на 2008 год составляло 533 человека.
| 1962 | 1968 | 1975 | 1982 | 1990 | 1999 | 2008 |
| ---- | ---- | ---- | ---- | ---- | ---- | ---- |
| 420  | 441  | 581  | 503  | 449  | 515  | 533  |

## Экономика

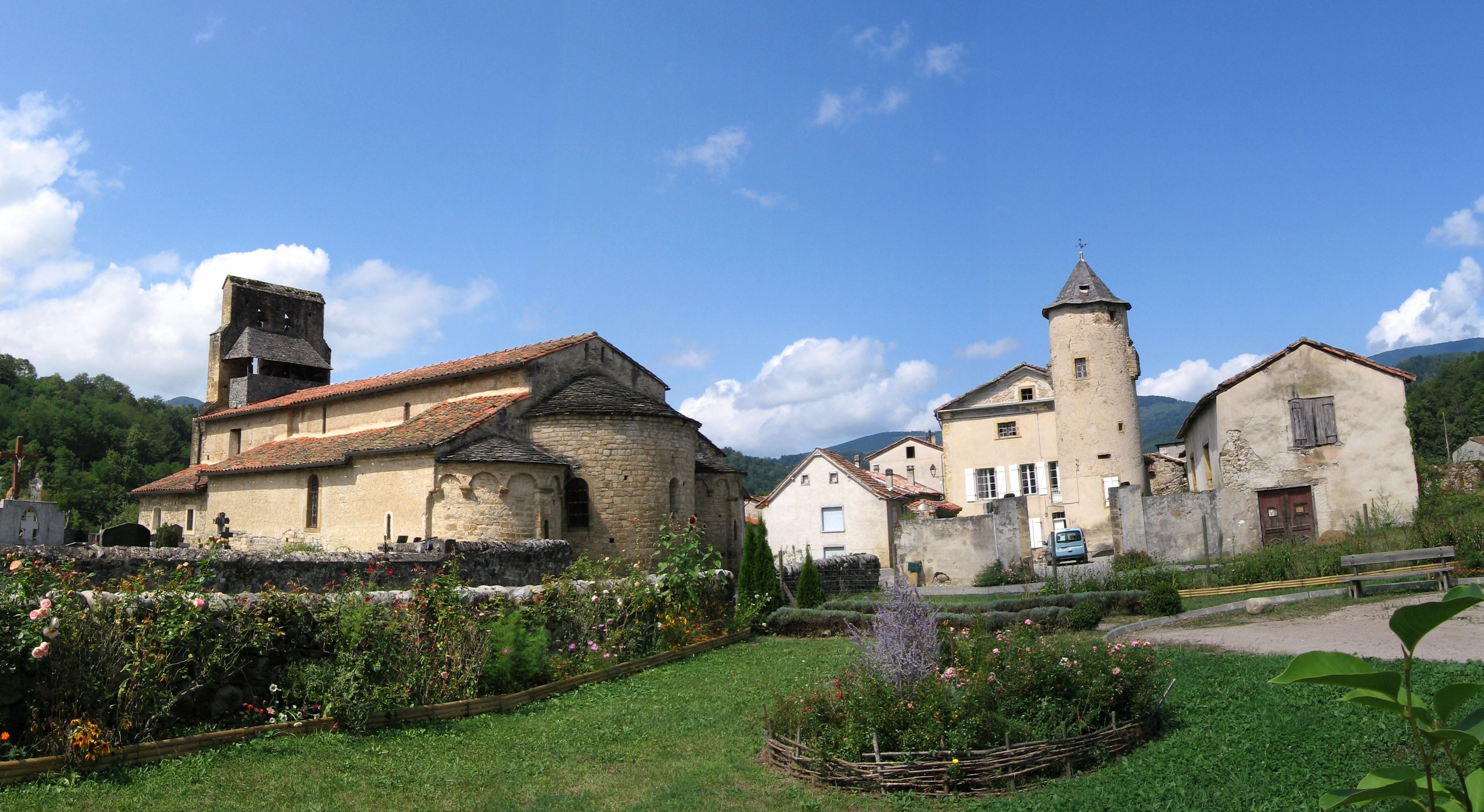
Вик-д’Уст

В 2007 году среди 305 человек в трудоспособном возрасте (15—64 лет) 241 были экономически активными, 64 — неактивными (показатель активности — 79,0 %, в 1999 году было 66,1 %). Из 241 активных работали 210 человек (109 мужчин и 101 женщина), безработных было 31 (16 мужчин и 15 женщин). Среди 64 неактивных 17 человек были учениками или студентами, 24 — пенсионерами, 23 были неактивными по другим причинам.

## Достопримечательности
- Романская церковь Нотр-Дам-де-Вик-д’Уст XII века
- Усадьба Roquemaurel (XVI век)
- Приходская церковь св. Варфоломея (XIX век)